# Коатлинчан
Коатлинчан, на языке науатль Coatlinchan — город в мексиканском штате Мехико.
На территории Коатлинчана обнаружена колоссальная базальтовая статуя массой около 168 тонн и возрастом более 1000 лет, предположительно изображающая Тлалока. Статуя была перевезена в Национальный музей антропологии в Мехико в 1964 г. на специальном тягаче с двенадцатью шинами. Местное население долго не позволяло перевезти статую — решающим аргументом стало обещание властей провести в городе большое количество работ. Некоторые учёные считают, что статуя изображала не Тлалока, а его сестру или иное женское божество.   